# Gran Vihara d'Anuradhapura

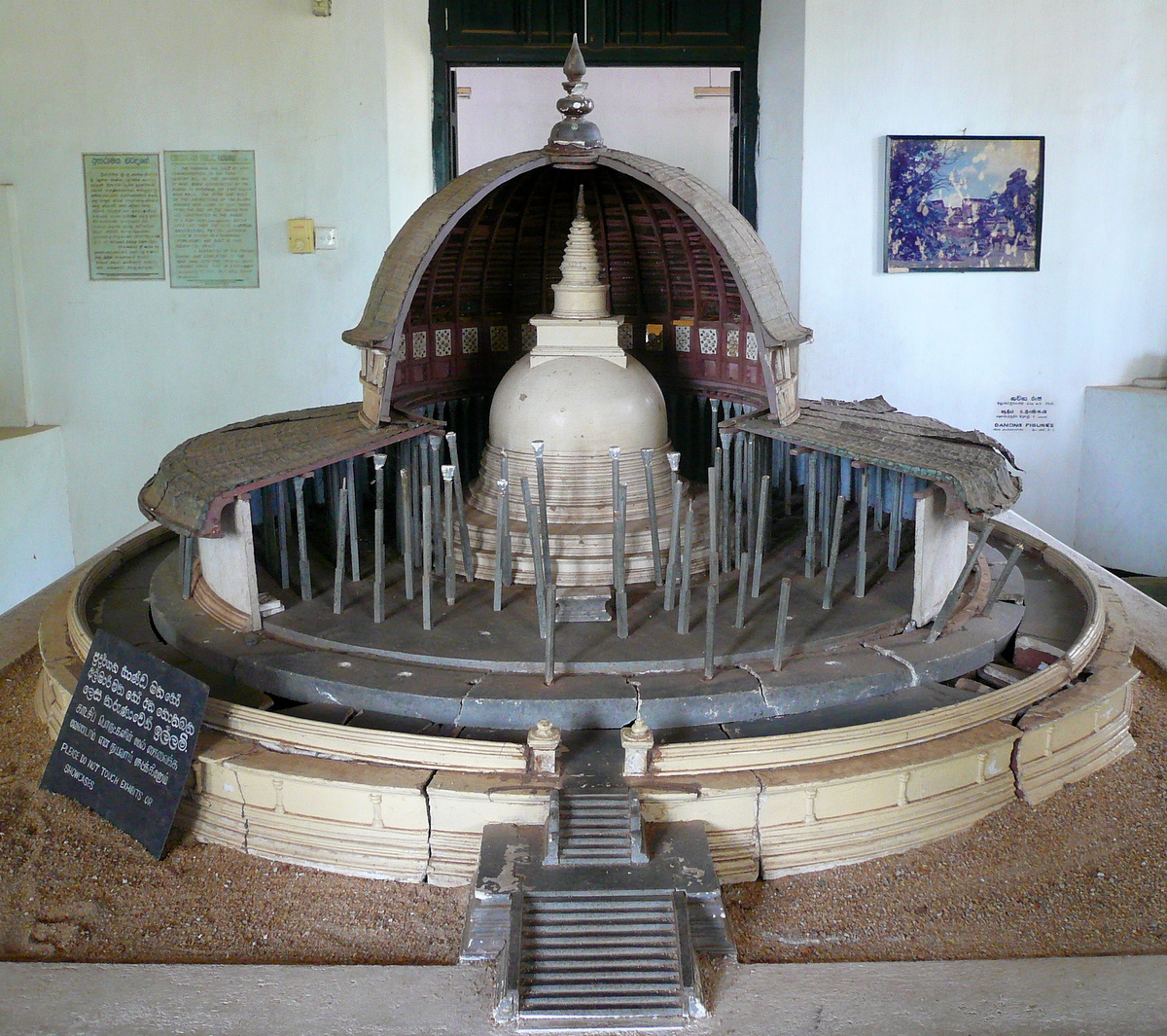
Model de la stupa Thuparama la primera stupa de Sri Lankan stupa, la qual fou part del complex del Maha Vihara

El Gran Vihara (Temple) d'Anuradhapura (Anuradhapura Maha Viharaya) fou un important monestir budista de la ordre de Theravada a Sri Lanka. Va ser fundat pel rei Devanampiya Tissa d'Anuradhapura (247–207 aC) en la seva capital d'Anuradhapura. El Maha Vihara era el lloc on la ortodòxia Theravada Mahaviharana va ser establerta per monjos com Buddhaghosa (segles IV i V dC) i Dhammapala que va escriure comentaris al Tipitaka i textos com el Visuddhimagga que són centrals a la doctrina budista Theravada. Els monjos que vivien al Maha Vihara va ser anomenats Mahaviharavasins.
En el segle v, el "Maha Vihara" era possiblement la universitat més sofisticada d'Àsia del sud i oriental. Molts erudits internacionals el visitaven i aprenien moltes disciplines sota una instrucció altament estructurada.(xinès)

## Grups monàstics Theravada

### Història inicial
En bona part de la història inicial del budisme de Sri Lanka, tres subdivisions del Theravāda van existir dins Sri Lanka, que foren els monjos del Mahāvihāra (Maha Vihara), el temple d'Abhayagiri i el temple de Jetavanaramaya. El Maha Vihara és la primera tradició establerta, mentre l'Abhayagiri i el Jetavanaramaya van ser establerts per monjos que es van separar de la tradició Mahāvihāra. Segons A. K. Warder, la secta índia Mahīśāsaka també es va establir a Sri Lanka junt amb el Theravāda, dins la qual van ser més tard absorbits. Regions del nord de Sri Lanka també sembla que van estar cedides a sectes de l'Índia en alguns moments.
Segons el Mahavamsa, el Gran Temple d'Anuradhapura o Maha Vihara va ser destruït durant els conflictes sectaris amb els monjos del temple d'Abhayagiri durant el segle iv. Aquests monjos de la tradició Mahayana van incitar Mahasena rei d'Anuradhapura a destruir el temple d'Anuradhapura. Després d'això, un rei posterior va acabar expulsant els mahayanins de Sri Lanka.
La història dels Theravadanins proporcionada pel Mahavamsa contrasta amb els escrits del monjo budista xinès Fa Xian, qui va visitar l' Índia i Sri Lanka a començament del segle V (entre 399 i 414). Primer va entrar a Sri Lanka al voltant del 406 i va començar a escriure sobre les seves experiències en detall. Va enregistrar que el Maha Vihara no només estava intacte, sinó que diu que albergava 3000 monjos. També proporciona un relat d'una cremació al Maha Vihara a la que personalment va assistir, d'un altament respectat śramaṇa qui va assolir la condició d'arhant (perfecte). Fa Xian també registra l'existència al mateix temps del tempe d'Abhayagiri i que aquest monestir albergava 5000 monjos. En el segle vii, Xuan Zang també descriu l'existència concurrent d'ambdós monestirs a Sri Lanka. XuanZang va escriure de dues divisions importants del Theravāda a Sri Lanka, referint la tradició d'Abhayagiri com la "Mahāyāna Sthaviras," i la tradició del Mahā Vihāra com la "Hīnayāna Sthaviras." XuanZang posteriorment escriu, "Els Mahāvihāravāsins refusaven la practica Mahāyāna i practicaven la Hīnayāna, mentre els Abhayagirivihāravāsins estudiaven tant els ensenyaments Hīnayāna com els Mahāyāna i propagaven el Tripiṭaka"

### Història posterior

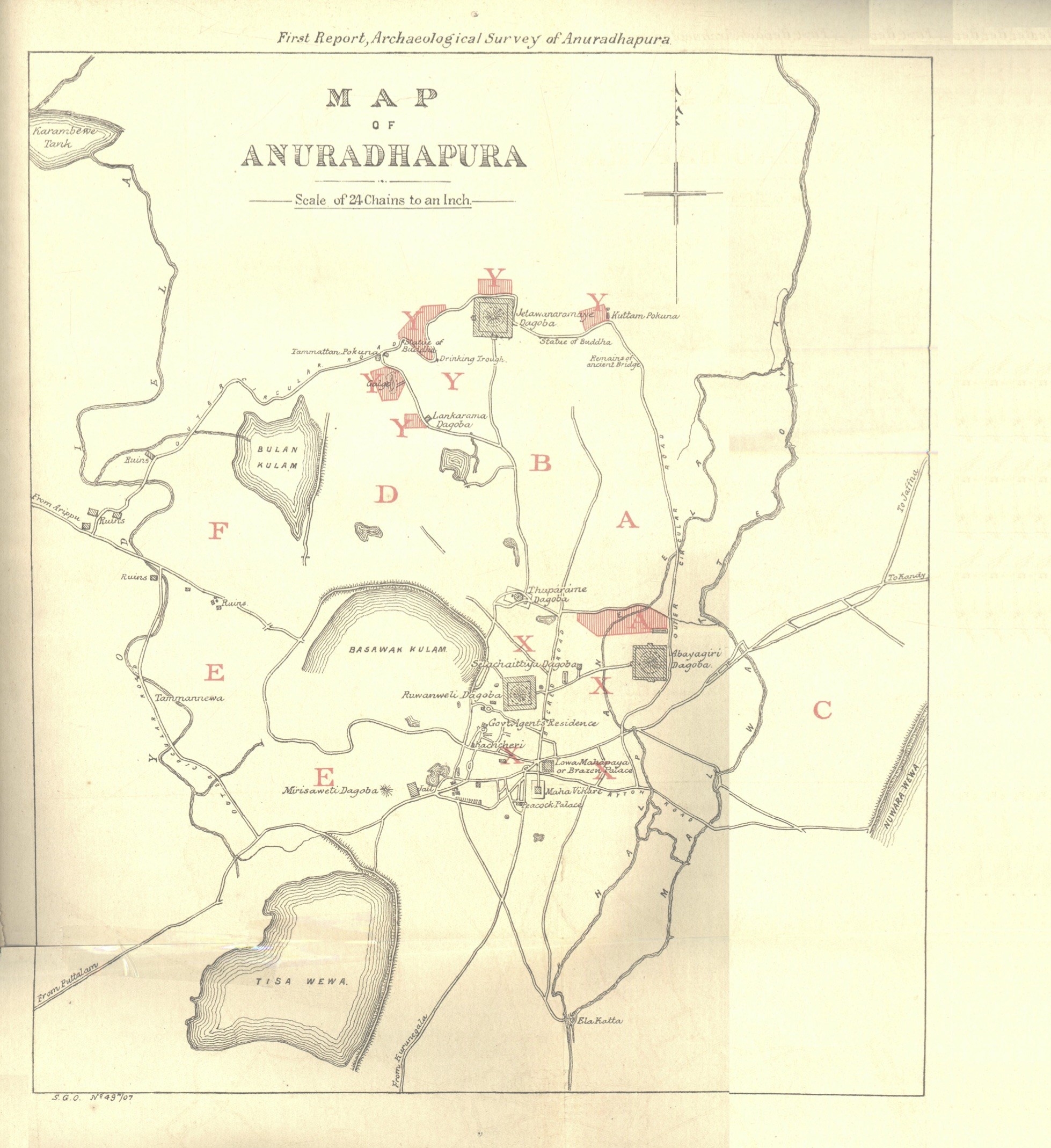
1890 mapa d'Anuradhapura per Harry Charles Purvis Bell que mostra la ubicació del Maha Vihara

Alguns erudits han sostingut que els governants de Sri Lanka van assegurar que el Theravāda quedés com a tradicional, i que aquesta característica contrastava amb el budisme indi. Tanmateix, abans del segle xii dC, diversos governants de Sri Lanka van donar suport i patronatge als Theravadins d'Abhayagiri. Viatgers com Fa Xian veien el theravada d'Abhayagiri com la tradició budista principal de Sri Lanka.
La tendència d'Abhayagiri cap a ser la secta Theravāda dominant va canviar en el segle xii dC, quan el Mahā Vihāra va obtenir el suport polític de rei Parakkamabāhu I (1153-1186), i va abolir completament les tradicions Theravada d'Abhayagiri i Jetavanaramaya. Els monjos d'aquestes dues tradicions foren llavors apartats de la seva condició eclesiàstica i se'ls va donar l'elecció de retornar a la laïcitat permanentment o intentant la reordenació sota la tradició Mahā Vihāra com "novicis" (sāmaṇera). Richard Gombrich escriu que molts monjos del Mahāvihāra foren també apartats del sacerdoci: